# Pachyticon
Pachyticon is een kevergeslacht uit de familie van de boktorren (Cerambycidae). De wetenschappelijke naam van het geslacht werd voor het eerst geldig gepubliceerd in 1857 door Thomson.

## Soorten
Pachyticon is monotypisch en omvat slechts de volgende soort:
- Pachyticon brunneum Thomson, 1857